# Juthungen
Juthungen oder Iuthungen (griechisch Iouthungi, lateinisch Iuthungi) waren ein wahrscheinlich germanischer Stamm der Spätantike, der nördlich von Donau und Altmühl siedelte und vermutlich aus dem Umfeld der Sueben hervorgegangen war. Er tritt erstmals während der Reichskrise des 3. Jahrhunderts in den antiken Quellen in Erscheinung und ist bis ins 5. Jahrhundert bezeugt.

## Herkunft und frühe Belege

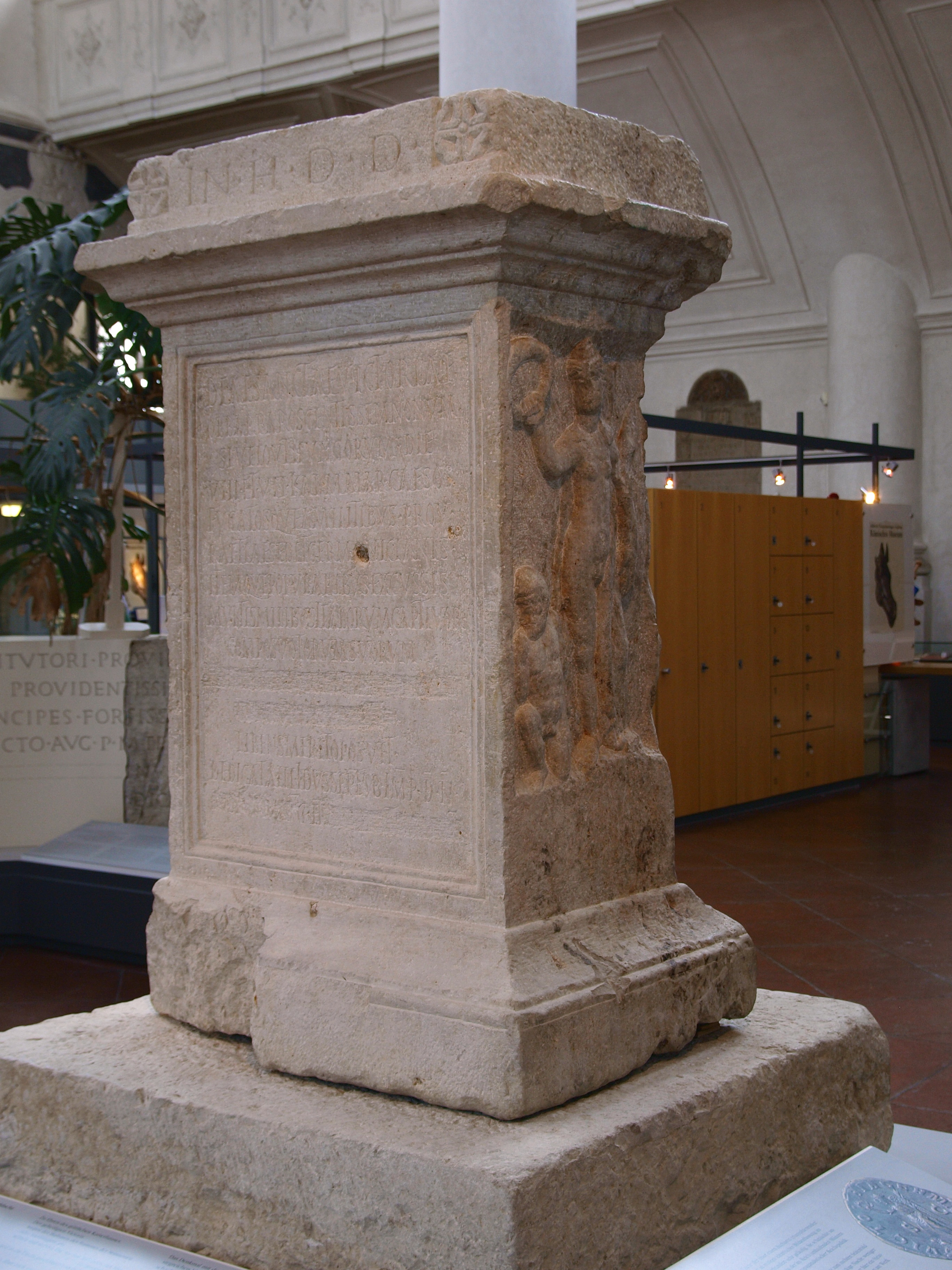
Augsburger Siegesaltar

Im Gegensatz zu anderen alamannischen Stämmen wie den Breisgauern (lateinisch Brisgavi), Bucinobanten (lateinisch Bucinobantes) und den Lentiensern (lateinisch Lentienses) bezeichnet der Stammesname Juthungen nicht deren Herkunftsgebiet, sondern den Stamm selbst. Der Name bedeutet vermutlich so viel wie „Abkömmlinge, Nachkommen“. Die Juthungen waren demnach aus einer Jungmannschaft eines anderen Stammes hervorgegangen. Einen Hinweis auf ihre Herkunft gibt der 1992 gefundene Augsburger Siegesaltar aus dem Jahr 260, in dessen Inschrift von den „barbaros gentis Semnonum sive Iouthungorum“, also den „Barbaren vom Stamm der Semnonen oder auch Iuthungen“, die Rede ist. Demnach scheinen die Juthungen aus einer Teilgruppe des suebischen Stammes der Semnonen entstanden zu sein, der seinerseits (außer der Nennung auf dem Augsburger Siegesaltar) letztmals 178 n. Chr. bezeugt ist.
Für den Stammesnamen „Juthungen“ stellt der Augsburger Siegesaltar einen der ersten Belege dar. In ihm wird berichtet, dass die germanische Gruppe 259/260 in das römische Reich eingefallen und möglicherweise bis nach Italien vorgedrungen war, aber beim Rückmarsch am 24./25. April 260 von einer rasch zusammengestellten römischen Streitmacht unter dem Statthalter Marcus Simplicinius Genialis geschlagen wurde. Etwa gleichzeitig datiert eine Erwähnung der Juthungen in einem Fragment aus dem verlorenen Geschichtswerk des Publius Herennius Dexippus sowie eine Weihinschrift aus der Colonia Claudia Ara Agrippinensium (heute Köln). Letztere richtet sich an die suebisch-juthungischen Matronen, stellt also eine weitere Verbindung zu den Sueben her.
In diesen Jahren ging das Limesgebiet für das Römische Reich verloren bzw. wurde von den Römern infolge interner Machtkämpfe im Imperium selbst geräumt („Limesfall“). 270/271 (Schlacht von Placentia und Schlacht bei Pavia) fielen die Juthungen in Italien ein, sie wurden schließlich von Kaiser Aurelian besiegt.

## Weitere Geschichte
In Quellen des späten 3. und des 4. Jahrhunderts werden sie mit den Alamannen in Verbindung gebracht, so in einer Lobrede (Panegyricus) auf Kaiser Constantius I. aus dem Jahr 297 und beim Geschichtsschreiber Ammianus Marcellinus (330–395).
Zwischen 356 und 358 erfolgte zusammen mit den Alamannen ein Einfall in die Provinz Raetia. Dabei wurde das Legionslager Castra Regina zerstört, aus dem sich dann die Stadt Regensburg entwickelte. Beim erneuten Vorstoß nach Raetien 383 wurden die Juthungen durch ein Heer von Alanen und Hunnen zurückgeschlagen. Der weströmische magister militum (Heermeister) Flavius Aëtius kämpfte zwischen 429 und 431 in den Provinzen Raetien und Noricum erfolgreich gegen die Juthungen. Danach verschwinden sie aus den historischen Quellen; die letzten Belege sind eine Erwähnung bei Sidonius Apollinaris sowie eine Eintragung in der Tabula Peutingeriana.